# Sympagus cedrelis
Sympagus cedrelis är en skalbaggsart som beskrevs av Hovore och Toledo 2006. Sympagus cedrelis ingår i släktet Sympagus och familjen långhorningar.
Artens utbredningsområde är Guatemala. Inga underarter finns listade i Catalogue of Life.